# Glavna uprava za unutarnju sigurnost
Glavna uprava za unutarnju sigurnost (fra.: Direction générale de la Sécurité intérieure, DGSI) je sigurnosna služba Francuske Republike zadužena za unutarnju sigurnost. DGSI je osnovan 2008. godine spajanjem dvije obavještajne službe Francuske policije: Središnje uprave za opće obavještajno djelovanje (Direction centrale des Renseignements généraux, RG) i Uprave za nadzor teritorija (Direction de la surveillance du territoire, DST) kao Središnja uprava za unutarnje obavještajno djelovanje (Direction centrale du renseignement intérieur, DCRI). 
Ime je promijenjeno 2014. godine u DGSI, a služba je izdvojena iz Francuske policije te je postala samostalna i odgovorna izravno Ministru unutarnjih poslova. DGSI se neformalno naziva i jednostavno Unutarnja sigurnost (Sécurité intérieure, SI). Sjedište DGSI-ja se nalazi u Levallois-Perret, sjevernom predgrađu Pariza.
DGSI je dio francuske obavještajne zajednice zajedno s obavještajnom službom DGSE, vojnom sigurnosnom službom DRSD i vojnom obavještajnom službom DRM.

## Ustroj
Sjedište DGSI-ija se nalazi u ulici de Villiers 87, u mjestu Levallois-Perret u departmanu Hauts-de-Seine, regiji Île-de-France, sjeverno od Pariza.
Glavna uprava za unutarnju sigurnost se sastoji od:
- Uprava za obavještajne poslove i operacije
- Tehnička uprava
- Odjel za opću upravu
- Glavni inspektorat

Francuska je podijeljena na sedam obavještajnih područja (Pariz i šest lokalnih područja), što odgovara područjima obrane i sigurnosti na koje je cijela Francuska podijeljena: 
- Pariz
- Lille
- Rennes
- Metz
- Bordeaux
- Marseille
- Lyon

## Ravnatelji
- Ravnatelji Uprave za nadzor teritorija (Direction de la surveillance du territoire, DST):

| Ravnatelj                     | Razdoblje     |
| ----------------------------- | ------------- |
| Roger Wybot                   | 1944. – 1959. |
| Gabriel Eriau                 | 1959. – 1961. |
| Daniel Doustin                | 1961. – 1964. |
| Tony Roche                    | 1964. – 1967. |
| Jean Rochet                   | 1967. – 1972. |
| Henri Biard                   | 1972. – 1974. |
| Jacques Chartron              | 1975. – 1982. |
| Marcel Chalet                 | 1972. – 1974. |
| Yves Bonnet                   | 1982. – 1985. |
| Rémy Pautrat                  | 1985. – 1986. |
| Bernard Gérard                | 1986. – 1990. |
| Jacques Fournet               | 1990. – 1993. |
| Philippe Parant               | 1993. – 1997. |
| Jean-Jacques Pascal           | 1997. – 2002. |
| Pierre de Bousquet de Florian | 2002. – 2007. |
| Bernard Squarcini             | 2007. – 2008. |

- Ravnatelji Glavne uprave za unutarnju sigurnost ( Direction générale de la sécurité intérieure, DGSI):

| Ravnatelj         | Razdoblje     |
| ----------------- | ------------- |
| Bernard Squarcini | 2008. – 2012. |
| Patrick Calvar    | 2012. – 2017. |
| Laurent Nuñez     | 2017. – 2018. |
| Nicolas Lerner    | 2018. -       |

## Vanjske poveznice
- Službena stranica